# 保罗·亨德森
保罗·亨德森（英語：Paul Henderson，1971年3月13日—），澳大利亚男子田径运动员。他曾代表澳大利亚参加1994年英联邦运动会田径比赛，获得一枚银牌。他也曾参加1996年夏季奥运会。